# Дорка (река)
Дорка — река в Московской области России, левый приток Гжелки, протекает по западной окраине Мещёрской низменности. Длина — 27 км, площадь водосборного бассейна — 144 км². Равнинного типа.
На реке находятся сёла Игнатьево, Новохаритоново, Загорново, деревни Жирово, Володино, Меткомелино, Пласкинино.

## Гидрология

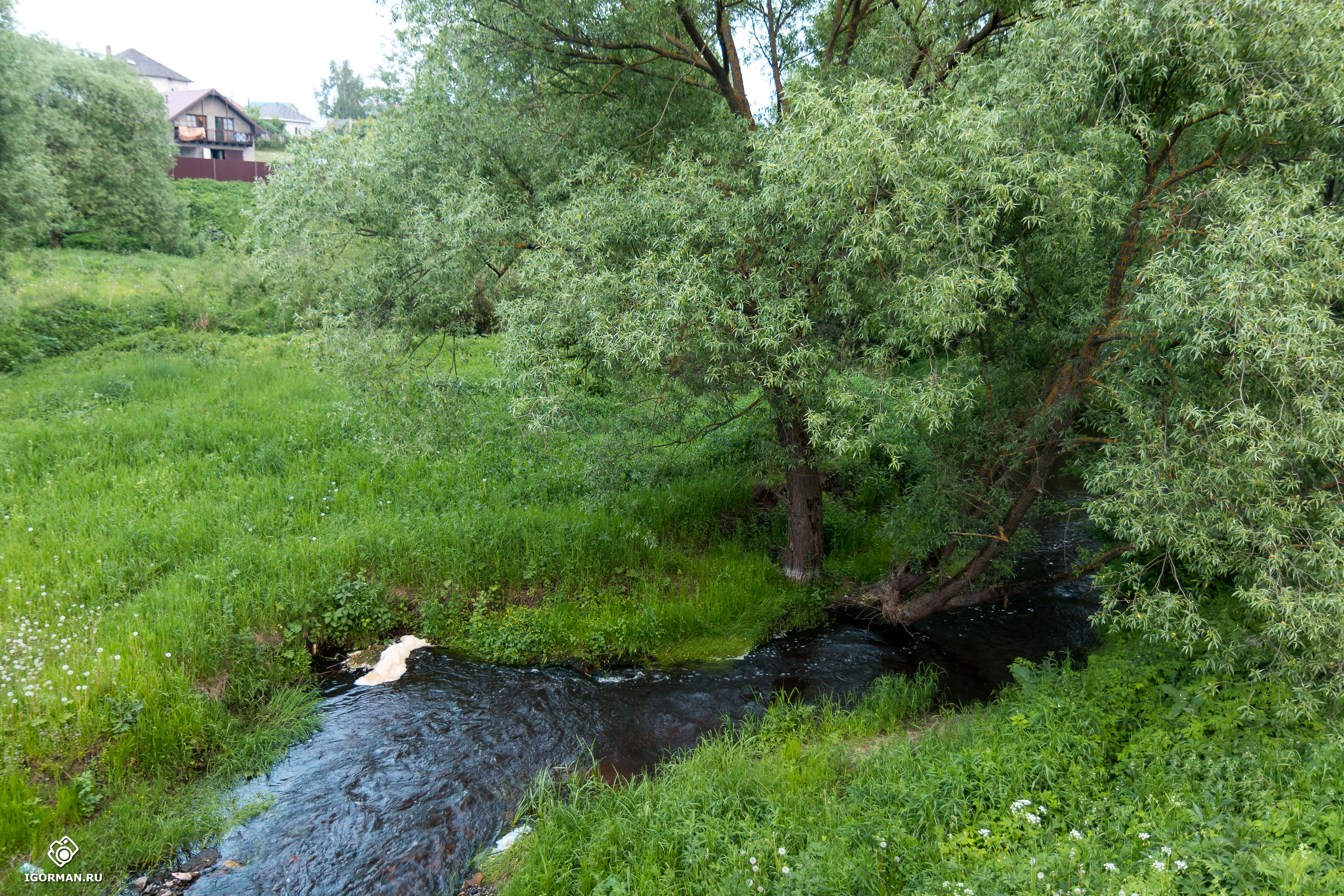

Питание преимущественно снеговое. Дорка замерзает в ноябре — начале декабря, вскрывается в конце марта — апреле.
Река берёт начало в лесу недалеко от деревень Кузяево и Фрязино Раменского района, далее пересекает Казанское направление МЖД рядом с платформой Игнатьево и Рязанское между платформами Совхоз и Загорново.
Впадает в Гжелку в районе автотрассы А102, в 7 км по левому берегу реки Гжелки.

## Достопримечательности
Река подверглась значительному воздействию хозяйственной деятельности человека. Нетронутыми остаются самые низовья Дорки. Среднее течение превращено в каскад больших прудов «Пласкинино», по соседству со станцией Гжель на месте давно вырубленных сосновых боров лежит сплошная полоса населённых пунктов, в которых производится знаменитая гжельская керамика. Севернее станции берег занимают дачные посёлки. В верхнем течении река спрямлена каналом. По берегам находятся сельскохозяйственные земли садово-дачного товарищества «Сталь-2» и др.

## Данные водного реестра
По данным государственного водного реестра России, относится к Окскому бассейновому округу. Речной бассейн — Ока, речной подбассейн — бассейны притоков Оки до впадения Мокши, водохозяйственный участок — Москва от водомерного поста в деревне Заозерье до города Коломны.
Код объекта в государственном водном реестре — 09010101812110000024218.